# Tinh vân De Mairan
Messier 43 (còn gọi là M43, tinh vân De Mairan, NGC 1982) là một khu vực H II trong chòm sao Lạp Hộ. Nó được Jean-Jacques Dortous de Mairan phát hiện trước năm 1731. Tinh vân De Mairan là một phần của tinh vân Lạp Hộ, chia tách với tinh vân chính bằng một dải bụi. Nó là một phần của phức hợp đám mây phân tử Lạp Hộ lớn hơn nhiều.

## Cấu trúc

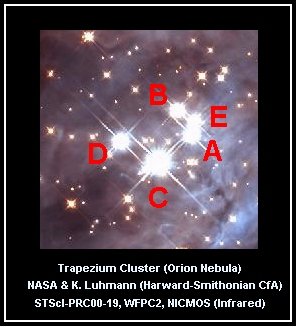
Cụm sao Trapezium
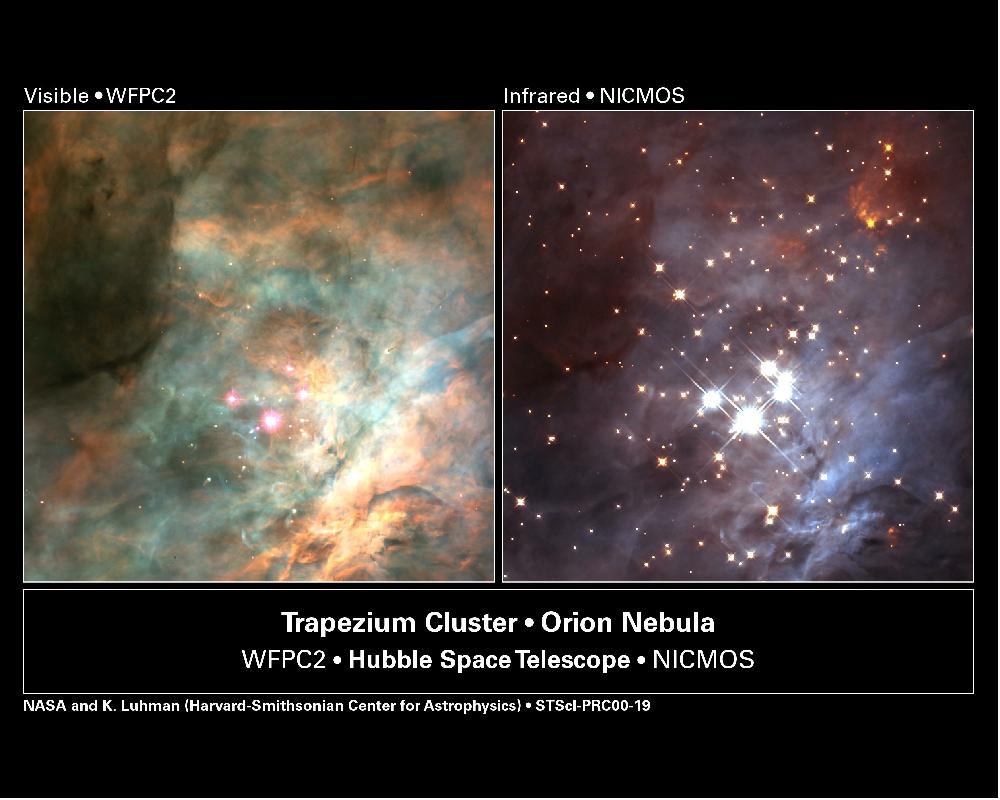